# Brian De Palma
Brian Russell De Palma (Newark, New Jersey, 1940. szeptember 11. –) amerikai filmrendező, forgatókönyvíró és producer. Az Új-Hollywoodként ismert amerikai rendezőnemzedék tagja, akárcsak Steven Spielberg, Martin Scorsese, Francis Ford Coppola, George Lucas és John Milius. Az 1960-as évek elejétől forgat. Eleinte rövidfilmeket készített, 1968-tól azonban játékfilmeket rendez. Korai munkáin Jean-Luc Godard hatása érződik, leghíresebb alkotásai viszont Alfred Hitchcock stílusát tükrözik. Az 1990-es évektől kezdve pályája különösen kiegyensúlyozatlannak tűnik: ebben az időszakban készült filmjei egyenetlen színvonalúak, fogadtatásuk is szélsőséges. 1989-ben ő rendezte Bruce Springsteen számára a Dancing in the Dark című videóklipet.

## Pályafutása

### A kezdetek
Brian De Palma amerikai–olasz családban született, édesapja sebész volt. A római katolikus háttérrel rendelkező fiatalember protestáns és kvéker iskolákban tanult Philadelphiában, Pennsylvaniában és New Hampshire-ben. Tanulmányait a Columbia Egyetemen folytatta, ahol a fizika volt a fő tantárgya. Az egyetemen ismerkedett meg olyan filmtörténeti klasszikusokkal, mint Orson Welles Aranypolgár (1940) és Hitchcock Szédülés (1958) című alkotásai. Diplomája megszerzése után a Sarah Lawrence College hallgatója lett, az intézmény egyik első férfi diákja. Itt olyan alkotók művészetét tanulmányozta, mint a dokumentumfilm-készítő Maysles fivérek, Andy Warhol, Jean-Luc Godard és Michelangelo Antonioni. 1963-ban forgatta első játékfilmjét The Wedding Party címmel, amely azonban csak 6 évvel később került bemutatásra. E film egyik szerepét egy akkor még teljesen ismeretlen fiatal színész, Robert De Niro játszotta, partnernője pedig egy bizonyos Jill Clayburgh volt: mindkét művész az 1970-es években vált világhírűvé. Az 1960-as évek javát De Palma rövidfilmek készítésével töltötte. E korszakából az 1966-os The Responsive Eye és az 1970-es Dionysus a legjelentősebbek. Utóbbiban használta először az osztott képmezőt, ami későbbi alkotásainak egyik meghatározó stílusjegye lett. Az osztott képmező ugyanis arra ad lehetőséget számára, hogy egyidőben, de különböző helyszíneken játszódó eseményeket egyszerre tudjon bemutatni a közönségnek. A Dionysus esetében e módszerrel egyszerre tudta ábrázolni a színpadon zajló performance történéseit, és bemutatni a közönség reakcióit, hiszen a nézők egy performance előadásnak mindenkor aktív résztvevői.
Az 1960-as években az Egyesült Államokban is igen népszerűek voltak a baloldali eszmék az értelmiség és a fiatalok egy része körében, ahol Jean-Luc Godard eszme és művészet szintézisét megvalósító munkái iránt fokozott érdeklődés mutatkozott. De Palmának is volt olyan ambíciója, hogy ő legyen az amerikai Godard, és ebbéli törekvéseit tükrözik Robert De Niro főszereplésével készült korai játékfilmjei, az Üdvözletek (1968) és az ennek folytatásául szánt Szia, anyu! / Hi, Mom! (1970). Mindkét alkotás bátran és érdekesen használja a különféle kísérleti és dokumentumfilmes eszközöket, és általuk De Palma egyszerre próbálja meg a nézőket érzelmileg bevonni a cselekménybe, ugyanakkor el is idegeníteni őket attól. A Murder à la Mod (1968) című fekete humorú komédia Hitchcock hatását tükrözi, és az 1970-es évek De Palma-filmjei is Godard helyett inkább a nagy angol rendező világát idézik meg. Filmteoretikusok sokszor fejtegették, mi okozta ezt a váltást De Palma művészetében. Voltak, akik egyszerűen úgy gondolták, hogy a rendező szeretett volna Új-Hollywoodhoz tartozó kollégáihoz hasonlóan nagy kasszasikereket elérni, márpedig ilyesmire egy Godard stílusú alkotó aligha számíthatott, ám Hitchcock neve mindenhol jól csengett. Persze azért arról sem szabad elfeledkezni, hogy e látványos példaképváltás csak látszólag látványos, hiszen a francia új hullám alkotói – köztük Godard – szintén egyik példaképüknek tartották Hitchcockot. De Palma védelmében kell megjegyezni azt is, hogy az 1970-es évek elején maga Godard alkotói válságban volt. 1968 és 1972 között forgatott munkái a Dziga Vertov csoporttal a nézhetőség határát súrolták, a rendező pedig utána évekig nem is forgatott a mozik számára. Gyakori egyébként az a vélemény is, hogy De Palma nem több, mint egy Hitchcock-epigon, ám ez a megállapítás sem állja meg a helyét: De Palma éppúgy nem másolta Hitchcockot, ahogyan Godard-t sem, hanem forrásként használva mindkettőjüket (és másokat is), egy csak rá jellemző filmes stílust alakított ki magának, ahogyan például az 1990-es években Quentin Tarantino is híres elődök stíluselemeinek felhasználásával alakította ki saját vizuális világát.

### A fénykor filmjei
Brian De Palma első igazi thrillerje a Nővérek (1973) volt, amely egyszerre több Hitchcock-film ötleteit használta fel. A tudathasadásos gyilkos szerepeltetése nyilvánvalóan a Psychót (1960) idézi. A gyilkosságnak egy riporternő a szemtanúja a szomszéd ház egyik ablakából: a Hátsó ablak (1954) alapötlete ugyanez volt. A nyomozók mit sem sejtenek arról, hogy az általuk keresett személy holtteste a díványban van elrejtve: A kötél (1948) című Hitchcock-filmben láthatott a néző hasonlót, amikor a tágas lakásban tartott rendezvény résztvevőinek fogalmuk sincs arról, hogy a többször is hiányolt vendég valójában holtan fekszik az alkalmi asztalként szolgáló ládában. A hitchcocki hangulatot fokozta, hogy a zenét a Mester híres filmjeinek zeneszerzője, Bernard Herrmann komponálta. A Paradicsom fantomja (1974) a híres rémregény, Az operaház fantomja hátborzongató, de alapvetően mulatságos, zenés filmváltozata. A Megszállottság (1976) ismét Hitchcock nyomdokain járt, ezúttal a Szédülés (1958) alapötletéből kiindulva. Egy New Orleans-i üzletember egy emberrablásban elveszíti a feleségét és a kislányát. 20 évvel később Olaszországban találkozik egy fiatal lánnyal, aki kísértetiesen hasonlít az elhunyt feleségre. A korkülönbség ellenére szerelem szövődik kettőjük között, New Orleansba visszatérve azonban újra kísért a múlt: az új asszonyt is elrabolják. A rejtélyes történet főszerepeit Cliff Robertson és Genevieve Bujold játszották, egy fontos szerepet pedig John Lithgow formált meg, aki De Palma egyik visszatérő színésze lett. A Carrie (1976) volt De Palma első olyan alkotása, amely valóban kiugró kasszasikernek bizonyult, és mellesleg az első film volt, ami egy Stephen King-regény alapján készült. A címszereplő egy jelentéktelen külsejű fiatal lány, társnői gonoszkodásainak állandó céltáblája, aki otthon bigott anyja elnyomása alatt él. Carrie azonban különleges képességgel rendelkezik: akaraterejével képes tárgyakat elmozdítani a helyükről. Amikor az iskolai bálon a tömeg szeme láttára osztálytársnői a korábbiaknál is aljasabb módon megalázzák, a lány rettenetes bosszút áll a szenvedéseiért. A főszerepet játszó Sissy Spaceket alakításárt Oscar-díjra jelölték. Édesanyját Piper Laurie, az előző évtized egyik sikeres színésznője játszotta. Az osztálytársnőket alakító színésznők közül Amy Irving és Nancy Allen nevét érdemes kiemelni. Irving ugyanis a híres rendező, Steven Spielberg felesége lett, Allent pedig maga De Palma vezette az oltár elé. Mindkét színésznő filmezett még együtt a rendezővel, akárcsak a rosszindulatú fiatalembert játszó John Travolta, aki akkor még a Szombat esti láz (1977) nagy sikere előtt állt. Az „álomfiú”-t megformáló William Kattnak azonban nem sikerült a sztárok közé emelkednie. Az Őrjöngés (1978) cselekménye szintén a telekinetikus képességek körül forog. Peter Sandza fia ilyen rendkívüli képességű gyermek, akit hamarosan el is rabolnak, hogy képességeit egy titkos terv keretében használják fel. A kétségbeesett apa fia felkutatására indul, és ebben egy ugyancsak telekinetikus képességű leány segíti. A véres jeleneteket sem nélkülöző thriller főszereplői: Kirk Douglas, John Cassavetes, Andrew Stevens és Amy Irving.
Újra Hitchcock jelentette az ihletet De Palma számára, amikor a Gyilkossághoz öltözve (1980) című krimijét forgatta, mely egyike legjobb munkáinak. A film felépítése a Psycho szerkezetét követi, ami De Palma esetében is lényegében azt jelenti, hogy a történet egészen máshol köt ki, mint amire a néző az első fél óra alapján számítana. Hogy tökéletes legyen a félrevezetés, Hitchcockhoz hasonlóan De Palma ugyancsak egy ismert színésznőre bízta azt a szerepet, amelyet a naiv néző a kezdetek alapján főszerepnek gondolna, de aztán a hősnőnek hitt figurából egy kegyetlen gyilkosság áldozata lesz. De Palma még rá is tesz egy lapáttal Hitchcock módszereire, és tudatosan vezeti félre a nézőket, amikor hangsúlyt ad olyan motívumoknak (például hosszas barangolás egy múzeumban, a hősnő alkalmi partnerének nemi betegsége), melyeknek a valódi történet szempontjából semmi jelentősége. A film főszerepeit Michael Caine, Nancy Allen, Angie Dickinson és Keith Gordon játszották. Részben egy nagy port felkavart ügy, részben Michelangelo Antonioni Nagyítás (1967) című klasszikusa jelentette a kiindulópontot a Halál a hídon (1981) című thrillerhez. A történet főszereplője egy hangmérnök (John Travolta), aki egyik este egy elhagyatott helyen a természet hangjait rögzíti magnóra egy készülő film számára. A készülék felveszi egy arra járó kocsi defektjének hangjait is: a jármű a vízbe zuhan. A hangmérnök kimenti a kocsi utasát, egy fiatal lányt (Nancy Allen). A magnófelvétel meghallgatásakor kiderül, hogy a defektet egy pisztolylövés hangja előzte meg. Antonioni a Nagyításban egyáltalán nem foglalkozott a fényképész főszereplő által felfedezett gyilkosság felderítésével, hanem ennek ürügyén művészet és valóság kapcsolatát boncolgatta. Vele ellentétben De Palma nagyon is elmerül a szövevényes bűnügy részleteiben, ám a végeredményt az ő főhőse is csupán az illúziók szintjén tudja hasznosítani: az utolsó áldozat halálsikolyát használja fel a készülő másodosztályú horrorban, amelyhez az egész film folyamán képtelenek voltak a filmbeli rendezővel együtt megtalálni a hitelesen sikító lányt. Noha a Halál a hídon szintén a rendező legjelentősebb munkái közé tartozik, a maga idejében éppúgy megbukott, mint Howard Hawks 1930-as évekbeli klasszikusának remake-je, A sebhelyesarcú (1983). Oliver Stone, a később filmrendezővé lett forgatókönyvíró a cselekményt az 1980-as évekbe helyezte át, amikor a kubai vezér, Fidel Castro egy álhumánus intézkedéssel bűnözőket és más, a szocializmus számára nélkülözhető személyeket engedett ki az országából az Egyesült Államokba. A film egy ilyen emigráns kubai bűnöző, Tony Montana felemelkedésének és bukásának monumentális és véres históriája. Főszereplők: Al Pacino, Steven Bauer, Mary Elizabeth Mastrantonio és Michelle Pfeiffer.
Az Alibi test (1984) ismételt visszatérést jelent Hitchcock világába: a történet a Szédülés és a Hátsó ablak motívumait variálja. Az állástalan színész jómódú barátja kérésére beköltözik annak luxuslakásába, hogy vigyázzon az ingatlanra a tulajdonos távollétében. Hősünk kedvenc foglalatossága, hogy esténként távcsövön keresztül meglesi a közelben lakó szépséges hölgyet, aki hivatásos sztriptíztáncosnőket megszégyenítő vetkőzéssel zár minden napot. Egyik este azonban a színész a távcsövön keresztül azt látja, hogy a szépséges nőt egy torz külsejű alak megtámadja… Az Alibi test tovább gyarapította a bukott De Palma-filmek számát, noha a rendező egyik legérdekesebb alkotása. Annál nagyobb siker volt viszont a tévésorozat alapján forgatott Aki legyőzte Al Caponét (1986) című gengszterfilm, amely a magyar címnek megfelelően – az eredeti: The Untouchables, vagyis: az érinthetetlenek – a 20. század egyik leghíresebb amerikai bűnözőjének ártalmatlanná tételéről szólt. A szerepet De Palma felfedezettje, Robert De Niro játszotta, aki a hiteles szerepformálás érdekében állítólag még ahhoz is ragaszkodott, hogy pontosan olyan selyemalsókat viseljen, mint egykoron maga Capone, noha egyetlen jelenetben sem látható alsóneműben. „Az érinthetetlenek”-et Kevin Costner, Sean Connery, Charles Martin Smith és Andy García játszották: valamennyiük pályáján kiemelkedő alkotás volt ez a film, Connery Oscar-díjat kapott érte. A híres pályaudvari jelenet a lépcsőn leguruló gyerekkocsival olyan filmtörténeti klasszikust idéz meg, mint Szergej Eizenstein Patyomkin páncélosa (1925).

### Hullámhegyek, hullámvölgyek
A háború áldozatai (1989) javarészt a vietnámi háború idején játszódik. Egy fiatal katona feljelenti bajtársait egy vietnámi lány elrablásáért, megerőszakolásáért és meggyilkolásáért. Vajon lesz-e elég bátorsága és akaratereje ahhoz, hogy bebizonyítsa az igazát, hiszen élete a bajtársak között immár nincs biztonságban, s a mundér becsületének védelme sem feltétlenül kívánja az ilyen ügyek felderítését? A felkavaró, bár a kritikusok által fanyalogva fogadott dráma főszereplői: Michael J. Fox, Sean Penn, John Leguizamo és Ving Rhames. Nagy bukás volt Tom Wolfe bestsellerjének filmváltozata, a Hiúságok máglyája (1990), noha a főszerepeket olyan aktuális sztárok játszották, mint Tom Hanks, Bruce Willis és Melanie Griffith. A thrillerhez való visszatérést jelentette a Káin ébredése (1992), ám a tudathasadásos gyermekpszichológus hajmeresztő történetét a kritika és a közönség kedvezőtlenül fogadta, zavarosnak és unalmasnak minősítették. A De Palma-univerzum ismert színészei – John Lithgow, Steven Bauer, Gregg Henry – mellett Lolita Davidovich és Frances Sternhagen játszott még fontos szerepeket. A sikertelen thriller után De Palma újra gengszterfilmet forgatott, 10 évvel A sebhelyesarcú után, ismét Al Pacino főszereplésével. A Carlito útja (1993) főszereplője a börtönből szabadult, ám a rosszul értelmezett betyárbecsület miatt csöppnyi esélye sincs arra, hogy visszakerüljön a tisztességes világba. A film egyszerre idézi meg az 1970-es éveket, illetve a gengszterfilmek fénykorának számító 1930-as évtizedet. Pacino kitűnő partnerei: Sean Penn, John Leguizamo, Penelope Ann Miller és Viggo Mortensen. A remek rendezés és a kitűnő szereplőgárda ellenére a Carlito útja nem lett kiugró kasszasiker, ellentétben a Mission: Impossible-lel (1996), amely minden idők egyik legjövedelmezőbb filmjének bizonyult. 10 évvel az Aki legyőzte Al Caponét után De Palma ismét egy régi, sikeres tévésorozat alapján forgatott. A főszereplő Tom Cruise által megformált titkos ügynök, Ethan Hunt látszólag rutinfeladatot hajt végre csoportjával, ám a jól megtervezett akció balul sül el: Hunt kivételével a csoport minden tagja meghal. Azonban hősünk élete sincs biztonságban a továbbiakban, hiszen a veszélyek java még csak ezután következik, és Hunt saját magán kívül senkiben sem bízhat. Cruise partnerei: Jon Voight, Vanessa Redgrave, Jean Reno, Emmanuelle Béart, Ving Rhames, Kristin Scott Thomas és Emilio Estevez.
Az utolsó dobás (1998) egyetlen helyszínen játszódik, egy 14 ezer személyes sportarénában, ahol gyilkosság történik. Az áldozat az Egyesült Államok védelmi minisztere. Rick Santoro nyomozónak a pánikba esett tömegben kéne elkapnia a tettest, de vajon ennyi ember között sikerrel járhat-e? Kínos kudarc volt De Palma kiruccanása a sci-fi műfajba A Mars-mentőakció (2000) című filmmel. A 2020-ban játszódó történetben bátor űrhajósok indulnak a Marsra, hogy megmentsék egy korábbi expedíció tagjait. A vörös bolygó azonban számtalan meglepetéssel szolgál számukra. Az idősíkokkal és a filmes ötletekkel való játszadozás jellemzi a Femme fatale (2002) című thrillert, melynek Antonio Banderas és Rebecca Romijn-Stamos játszották a főszerepeit. A Fekete Dália (2006) Hollywood történetének egyik legkegyetlenebb és felderítetlen 1947-es bűnügyére kínál megoldást, mellesleg több utalást tartalmaz a rendező saját korábbi filmjeire. A 2007-es Velencei filmfesztiválon bemutatott Redacted az előzetes hírek alapján kicsit Oliver Stone, kicsit Michael Moore nyomdokain haladó film, amely az Egyesült Államok iraki szerepvállalásáról rántja le a leplet. Az Aki legyőzte Al Caponét 20. évfordulóján, 2006-ban bejelentették, hogy De Palma folytatást készít a legendás gengszterfilmhez, amely az új évezred divatjának megfelelően valójában előzmény lesz: Al Capone felemelkedését meséli el a korábban Sean Connery által megformált Jimmy Malone szemszögéből. Malone szerepét Gerard Butlernek szánták, Al Capone szerepére Nicolas Cage-et kívánták megnyerni. 2008 végén a produkciót bizonytalan időre felfüggesztették.

## Magánélet
Brian De Palma háromszor nősült. Első felesége Nancy Allen volt, több filmjének női főszereplője. 1979 és 1983 között voltak házasok. 1991-ben a rendező James Cameron volt feleségét, Gale Ann Hurd producert vezette az oltár elé, akitől két évvel később elvált. Házasságukból egy lány született, akit Lolitának neveztek el. 1995-ben De Palma Darnell Gregorio színésznővel kötött házasságot, ám két év múlva tőle is elvált. Harmadik feleségétől született Piper nevű lánya.

## Filmjei
- 2019 Dominó (Domino)
- 2012 Gyilkos vágyak (Passion)
- 2007 Cenzúrázatlanul: Háború másképp (Redacted)
- 2006 Fekete Dália (The Black Dahlia)
- 2002 Femme fatale
- 2000 A Mars-mentőakció (Mission to Mars)
- 1998 Az utolsó dobás (Snake Eyes)
- 1996 Mission: Impossible
- 1993 Carlito útja (Carlito's Way)
- 1992 Káin ébredése (Raising Cain)
- 1990 Hiúságok máglyája (The Bonfire of the Vanities) (Brian DePalma néven szerepel a stáblistán)
- 1989 A háború áldozatai (Casualties of War) (Brian DePalma néven szerepel a stáblistán)
- 1987 Aki legyőzte Al Caponét (The Untouchables)
- 1986 Nagyokosok (Wise Guys)
- 1984 Alibi test (Body Double)
- 1983 A sebhelyesarcú (Scarface)
- 1981 Halál a hídon (Blow Out)
- 1980 Gyilkossághoz öltözve (Dressed to Kill)
- 1980 (Home Movies)
- 1978 Őrjöngés (The Fury) (Brian DePalma néven szerepel a stáblistán)
- 1976 Carrie
- 1976 Megszállottság (Obsession)
- 1974 A Paradicsom fantomja (Phantom of the Paradise)
- 1973 Nővérek (Sisters)
- 1972 (Get to Know Your Rabbit)
- 1970 Szia, anyu! (Hi, Mom!)
- 1970 Dionysus
- 1969 (The Wedding Party)
- 1968 Üdvözletek (Greetings)
- 1968 (Murder à la Mod)
- 1966 (The Responsive Eye) (rövidfilm)
- 1966 (Show Me a Strong Town and I'll Show You a Strong Bank) (rövidfilm)
- 1965 (Bridge That Gap) (rövidfilm)
- 1964 Jennifer (rövidfilm)
- 1962 (Woton's Wake) (rövidfilm)
- 1961 (660124: The Story of an IBM Card) (rövidfilm)
- 1960 Icarus (rövidfilm)

## Fontosabb díjak és jelölések

### Arany Málna díj
- 1981 jelölés Gyilkossághoz öltözve (legrosszabb rendező)
- 1984 jelölés A sebhelyesarcú (legrosszabb rendező)
- 1985 jelölés Alibi test (legrosszabb rendező)
- 1991 jelölés Hiúságok máglyája (legrosszabb film, legrosszabb rendező)
- 2001 jelölés A Mars-mentőakció (legrosszabb rendező)

### César-díj
- 1988 jelölés Aki legyőzte Al Caponét (legjobb külföldi film)

### Kék Szalag-díj
- 1988 díj Aki legyőzte Al Caponét (legjobb külföldi film)

### Szaturnusz-díj
- 1981 jelölés Gyilkossághoz öltözve (legjobb rendező)

### Avoriazi filmfesztivál
- 1975 díj A Paradicsom fantomja
- 1977 díj Carrie

### Berlini filmfesztivál
- 1969 jelölés Üdvözletek (Arany Medve-jelölés)
- 1969 díj Üdvözletek (Ezüst Medve díj)
- 1970 jelölés Dionysos (Arany Medve-jelölés)

### Velencei filmfesztivál
- 2006 jelölés Fekete Dália (Arany Oroszlán-jelölés)
- 2007 jelölés Redacted (Arany Oroszlán-jelölés)
- 2007 díj Redacted (Ezüst Oroszlán-díj, Future Film Festival Digital Award)